# سی‌ان‌پی
سی‌ان‌پی (به انگلیسی: CNP) شرکت خدمات مالی فرانسوی است، که پس از آکسا، به‌عنوان دومین شرکت خدمات بیمه فرانسه شناخته می‌شود.
شرکت بیمه سی‌ان‌پی در سال ۱۹۵۹ به‌عنوان یک شرکت تابعه از گروه کایزه دی دیپوتس ات کونزیگناسیون تأسیس شد. این شرکت امروزه همچنان مالک ۴۰ درصد از سهام سی‌ان‌پی می‌باشد. شرکت بیمه سی‌ان‌پی در حال حاضر دارای عملیات در ۱۵ کشور با تمرکز بر اسپانیا، پرتغال، آرژانتین و فرانسه می‌باشد.
دفتر مرکزی این شرکت در شهر پاریس، فرانسه قرار دارد و بخشی از سهام آن در بازار بورس یورونکست پاریس معامله می‌شود. شرکت سی‌ان‌پی در فهرست فورچون جهانی ۵۰۰ در سال ۲۰۱۲ ذکر شده‌است.